# 滇西缅北战役
滇西緬北会战（Battle of Northern Burma and Western Yunnan）為抗日戰爭的大型戰役之一，地點是在中國雲南省与緬甸北部交界地区，起始時間為1943年10月初。其戰役目的為打通中印公路。1945年3月底，中國遠征軍、英軍及麥瑞爾突擊隊於芒友會師，日軍則失去緬北要塞，是國軍少數戰前取勝的戰鬥。
盟军由中美英三国军队联合组成，其中中国参战部队有中国驻印军、中国远征军等部队。战役总指挥为国军卫立煌将军，战役副总指挥为美军的约瑟夫·史迪威将军。日军主力为日军緬甸方面軍，战役指挥司令官陸續為河边正三、木村兵太郎、田中新一等人，兵力总结达150,000余人。
缅北滇西战役历时一年半，盟军以阵亡31,443人、负伤35,948人的代价，毙伤日军30000余人，打通了中国西南国际交通线—滇缅公路，并收复滇西怒江西岸全部失地。

## 背景
1942年春夏之交，日军攻陷缅甸，立刻准备进攻滇西，期沿滇缅路陷全滇，威脅重庆。1942年5月4日，日军攻入龙陵，同时派出飞机54架，对保山千年古城實施猛烈轟炸；10日日军侵入边城腾冲。至此，怒江以西大片地區落入日軍手中。中国远征军71军依怒江东岸设防据守，多次挫败日军东进企图，遂稳定了战局，并与之隔江对峙两年之久。
当时，曾一度成为中國唯一的陆路国际交通大动脉的滇缅公路被截断后，大量援华军用物资只能由美军航空队透过“驼峰航线”输送，困难重重，难有保障。为重新控制滇缅公路，中国驻印远征军6个师和英、印军于1943年10月下旬联合发起对缅北日军的反攻，初获战果。次年4月17日，中国远征军執行渡江反攻计划。

## 主要戰役
中國駐印軍
于邦戰役：1943年10月－12月
胡康河谷戰役：1943年10月
孟關戰役：1944年3月
瓦魯班戰役：1944年3月3日
密支那戰役：1944年4月－8月
雲南遠征軍
松山戰役：1944年6月1日－9月7日
騰沖戰役：1944年6月27日－9月13日
龙陵战役：1944年6月－11月

## 滇西緬北序列
- 自印度藍姆伽始、印度雷多（又名：列多）、瓦魯班戰鬥、同古戰鬥、仁安羌之戰、惠通橋防衛戰鬥、胡康河谷戰役、松山碉堡殲滅戰、喬克柏當戰鬥、棠吉戰鬥、雷烈姆戰鬥、新維戰鬥、臘戍戰鬥、孟拱戰鬥、南盤江戰鬥、梅苗戰鬥、南坎戰鬥、八莫戰鬥、沾益戰鬥、臘猛戰鬥、龍陵戰鬥、芒市战斗、畹町戰鬥、木遮戰鬥、芒友會師、南渡戰鬥、西保戰鬥、南燕戰鬥、皎麥戰鬥、喬梅戰鬥、果敢戰鬥、騰越戰鬥、騰衝（沖）城市攻防戰鬥。
- 滇湎路戰役（奧敦之戰－同古保衛戰－仁安羌之戰）
- 密之那會戰、曼德勒會戰、平滿納會戰

## 影响
由于中国军队的出色表现，史迪威曾经评价说“中国军队是极好的”。

### 引用
1. ↑  后怎样评判豫湘桂战役？《国家人文历史》2013年第8期